# Carlos Ferrero Costa

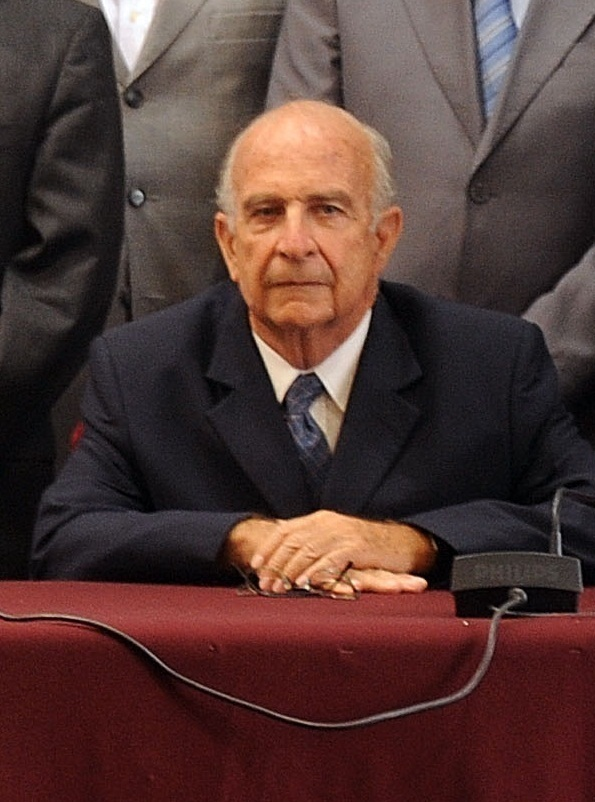
Carlos Ferrero Costa, 2012

Carlos Ferrero Costa (* 7. Februar 1941 in Lima; † 31. Januar 2025) war ein peruanischer Politiker. Er war vom 15. Dezember 2003 bis zum 16. August 2005 Ministerpräsident von Peru.

## Leben
Carlos Ferrero Costa studierte Rechtswissenschaft an der Pontificia Universidad Católica del Perú (PUCP). Von 1965 bis 1982 arbeitete er für die peruanische Zentralbank (Banco Central de Reserva del Perú), von 1982 bis  1992 in seiner Anwaltskanzlei. Anfangs war er zugleich Schriftleiter der Zeitschrift Testimonio. 1992 wurde er in die Verfassunggebende Versammlung (Asamblea Constituyente) gewählt und 1993 für die Partei Cambio 90 − Nueva Mayoría von Präsident Alberto Fujimori in den Peruanischen Kongress. Nachdem Ferrero bei Fujimori in Ungnade gefallen war, wechselte er zur Opposition und war Abgeordneter von Perú Posible. Am 22. November 2000 wurde er zum Präsidenten des Peruanischen Kongresses gewählt.
Am 15. Dezember 2003 ernannte ihn Präsident Alejandro Toledo zum Ministerpräsidenten, nachdem seine Vorgängerin Beatriz Merino  auf Druck von Präsident Toledo als Ministerpräsidentin zurückgetreten war. Carlos Ferrero Costa trat am 11. August 2005 zurück, da Präsident Toledo gegen Ferreros Willen Fernando Olivera zum Außenminister ernannt hatte. Geschäftsführend blieb Ferrero Ministerpräsident bis zum Amtsantritt seines Nachfolgers Pedro Pablo Kuczynski am 16. August 2005.

## Familie
Sein Bruder Eduardo Ferrero Costa war vom 17. Juli 1997 bis zum 12. Oktober 1998, während der Präsidentschaft Fujimoris, peruanischer Außenminister.